# Death Row
Death Row (с англ. — «Камеры смертников») — десятый студийный альбом группы Accept, вышедший в 1994 году.

## Об альбоме
Death Row — самый тяжёлый по звуку и самый худший альбом группы по мнению Удо Диркшнайдера. Запись ударных на песнях «Bad Habits Die Hard» и «Prejudice» сделана Штефаном Шварцманом, так как у Штефана Кауфманна вновь обострились боли в спине, связанные с неправильной посадкой за ударной установкой.
На обложке альбома изображён снимок черепа Вольфа Хоффманна.

## Список композиций
Все песни написаны Accept и Deaffy, кроме 14 и 15, написанных Вольфом Хоффманном,
1. «Death Row» «Камеры смертников» — 5:17
2. «Sodom & Gomorra» — 6:28 «Содом и Гоморра» (содержит обработку «Танца с саблями» Арама Хачатуряна)
3. «The Beast Inside» «Зверь внутри» — 5:57
4. «Dead On!» «С размаху!» — 4:52
5. «Guns ’R’ Us» «Пристрели нас» — 4:40
6. «Like a Loaded Gun» «Как заряженное ружьё» — 4:18
7. «What Else» «Что ещё?» — 4:38
8. «Stone Evil» «Каменное зло» — 5:22
9. «Bad Habits Die Hard» «С плохими привычками тяжело расстаться» — 4:41
10. «Prejudice» «Предубеждение» — 4:14
11. «Bad Religion» «Плохая религия» — 4:26
12. «Generation Clash II» «Противоречивое поколение 2» — 5:04
13. «Writing on the Wall» «Предупреждение»— 4:25
14. «Drifting Apart» (на некоторых релизах «Drifting Away») «Отдаляясь» — 3:02
15. «Pomp and Circumstance» «Великолепие и пышность» — 3:44

## Синглы
- «Bad Habits Die Hard» (1994)

## Видео
- Death Row (1994)

## Релизы
- Death Row (BMG\Ariola, 74321 23016-1), двойной LP, Германия, 1994
- Death Row (RCA, 74321 23016-2), CD, Германия, 1993
- Death Row (Pavement Music, 72445-15006-2), CD, США, 1994
- Death Row (JVC Victor, VICP 5435), CD, Япония, 1994
- Death Row (BMG, ???), CD, США, 18.02.1997
- Death Row (RCA, 74321 33570-2), CD, Германия, 1996

## Чарты
- Германия 32 место

## Участники записи
- Удо Диркшнайдер — вокал
- Вольф Хоффманн — гитара
- Петер Балтес — бас-гитара, вокал (13)
- Штефан Кауфманн — ударные
- Штефан Шварцман — ударные (9, 10)